# Cryptomeliola orbicularis
Cryptomeliola orbicularis är en svampart som först beskrevs av Berk. & M.A. Curtis, och fick sitt nu gällande namn av S. Hughes & Piroz. 1997. Cryptomeliola orbicularis ingår i släktet Cryptomeliola och familjen Meliolaceae.   Inga underarter finns listade i Catalogue of Life.